# パンダさん日記
『パンダさん日記』は、2008年7月31日にバンダイナムコゲームス・ナムコレーベルより発売されたニンテンドーDS用ゲームソフト。定価5280円。

## 概要
パンダと楽しく暮らす生活を体験する。タッチペンを使い、パンダに触ったり遊具を動かしてあげたりして、パンダと触れ合う。現実世界と同じ時間が流れており、朝・昼・夜と変化する。毎朝、買い物のためのおこづかいをもらえる。

## パンダ
ゲーム開始時に一匹のパンダがやってきて、一緒に暮らすようになる。名前をつけてあげる事ができる。パンダは自律的に動き、歩いたり寝転んだり、周囲にある物を利用して遊んだり、鳴き声をあげたりする。食事をあげたり、服を着せてあげたりもできる。外で遊んでいるうちに段々と体が汚れていくが、シャワーで洗ってあげれば綺麗になる。ゲームが進むにつれ、同時に触れ合えるパンダの数が増えていく。

### できたこと日記
パンダと触れ合っている時に特定の動作を行うと、そのパンダにできた事が「できたこと日記」に追加される。パンダごとに個別に、できたこと日記が存在する。

## アイテム
ゲーム内のショップを利用することで、食事やおもちゃなど、様々なアイテムを購入できる。ショップで買い物をすればポイントが溜まり、ポイントを使う事で特別なアイテムと交換できる。ショップは日によって、割引やポイント倍といったお徳日がある。

### しょくじ
お腹が減っているパンダにあげる食事。笹やタケノコ、水などいろいろな種類がある。

### おもちゃ
パンダに持たせて遊ばせる。バランスボールやガラガラなどがある。

### おめかし
パンダに着せる服。おしゃれの意味以外に、他のパンダと区別しやすくなる効果もある。折り紙の兜やパジャマなどがある。

### リフォーム
パンダハウスの内装を変えられる。床、壁、ソファ、ベッド、シャワールームの5箇所を変えられる。

### 遊具
パンダ園にある遊具の種類を変えられる。遊具によって遊び方・動かし方が違う。タイヤブランコやシーソーなどがある。